# Saint-Fargeol

Saint-Étienne-de-Vicq este o comună în departamentul Allier din centrul Franței. În 1 ianuarie 2022 avea o populație de 187 de locuitori.